# Peinture moghole

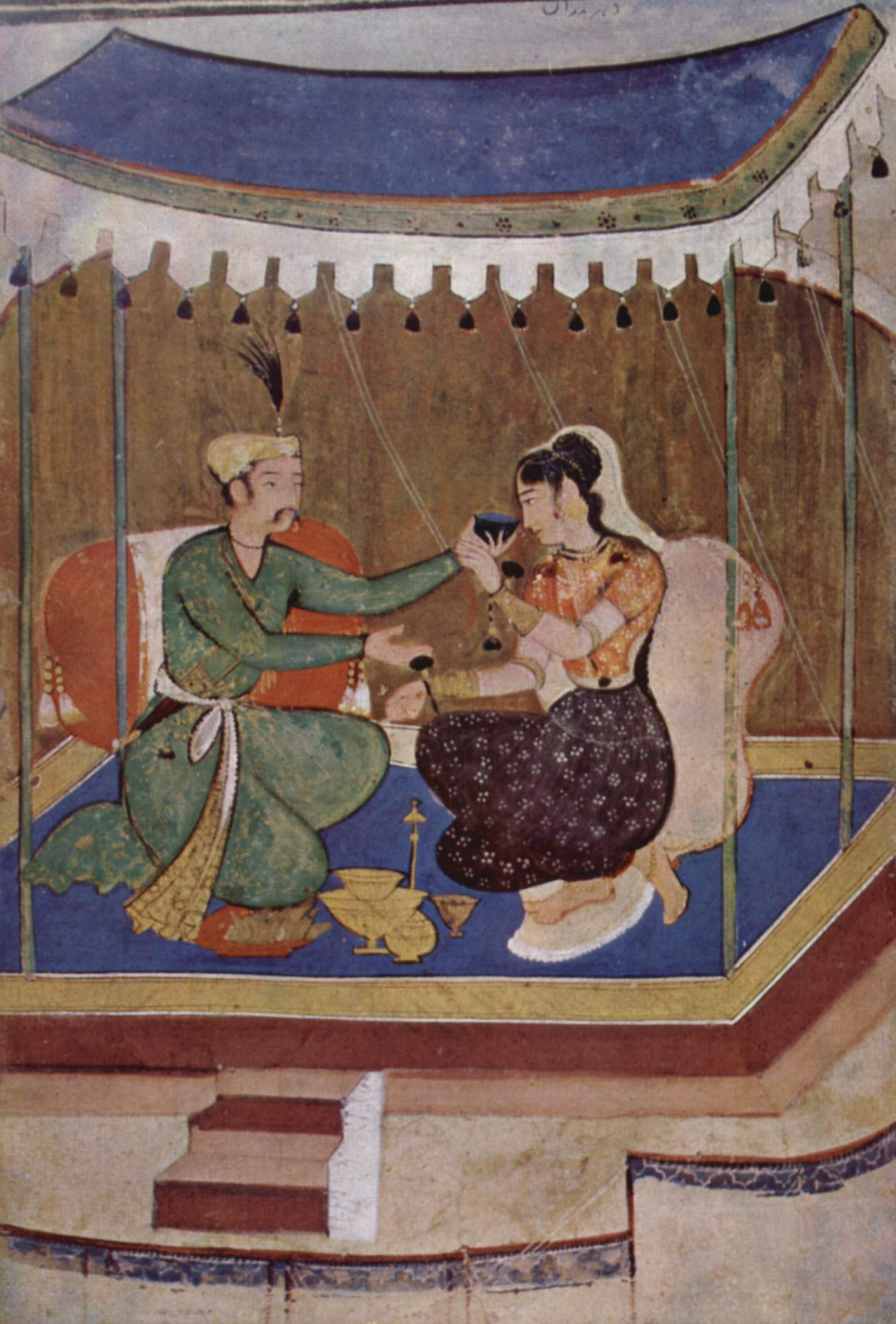
Peinture moghole du XVII

La peinture moghole est un style particulier de peinture indienne, généralement limitée aux enluminures illustrant des livres ou des documents isolés, qui s'est développée à partir des miniatures persanes, au cours de l'Empire moghol (XVIe - XIXe siècle).

## Le terme moghol
En dépit du terme « moghol », la dynastie qui règne en Inde de 1526 à 1858, n'est pas considérée comme étant d'origine mongole. Bien que prétendant descendre lointainement, par sa mère, de Genghis Khan, Babur était un Turc Chaghātai, qui, par son père, descendait de Timour Lang régnant à Samarcande à la fin du XIVe siècle et qui envahit l'Inde en 1398. Le déclin de la puissance timouride dans le Turkestan est la cause directe de l'émergence, en Inde, de l'Empire dit moghol, puisque Babur, chassé de son domaine du Ferghāna (Ouzbékistan) par l'invasion des Ouzbeks, s'établit à Kaboul et, informé des difficultés d'Ibrāhīm Lodi à Delhi, occupe Lahore en 1524. La victoire de Panipat (dans l’état actuel de Haryana), en 1526, lui ouvre la route de Delhi.

## Genèse
Ce style de peinture naît sous le règne du deuxième empereur moghol, Humayun qui a régné de 1530 à 1540 et de 1555 à 1556. Alors qu'il se trouve exilé à Tabriz par Sher Shâh Suri, le fils de Babur découvre les enluminures et les miniatures persanes à la cour des Séfévides en Perse et se passionne pour cette forme de peinture pratiquée dans la région. Il attache à sa personne deux jeunes maîtres dans cet art, Sayyid Ali et Abd al-Samad, qui l'accompagnent en Inde lorsqu'il retrouve son trône en 1555. Leurs œuvres et l'assimilation progressive de leur style par les artistes locaux pendant des décennies successives, ont donné naissance à un style qui a pris le nom de « peinture moghole ».
Le Touti-Nameh (ou Tutinama), qui se trouve actuellement au musée d'Art de Cleveland, est l'un des premiers exemples de peinture moghole. Il s'agit d'un manuscrit réalisé sous le règne du fils d'Humayun, Akbar, qui a régné de 1556 à 1605.

## Thèmes
La peinture moghole est très variée et inclut des portraits, des scènes de la vie de la cour, de la vie sauvage et des scènes de chasse ou encore des illustrations de batailles. Le Victoria and Albert Museum à Londres dispose d'une grande et remarquable collection de peintures mogholes.

## Développement
La peinture moghole s'est développée et a prospéré sous les règnes d'Akbar, Jahangir et Shah Jahan.
À la mort d'Humayun, son fils Akbar lui succède et favorise la création d'un atelier impérial mis sous la direction des deux maîtres persans et dans lequel se retrouvent des artistes de tout le sous-continent indien et où les non musulmans sont probablement très majoritaires. Akbar suit assidûment la progression des travaux dans son atelier et y fait mettre en œuvre ses orientations et préférences. La tendance au syncrétisme de l'empereur moghol alliée au grand nombre d'artisans hindous expliquent dès cette époque les nombreuses représentations de yogis ou d'épisodes du Mahabharata ou du Ramayana. Akbar fait aussi illustrer les mémoires de son grand-père Babur, le Babur Nama. L'empereur et les dignitaires de la cour se font portraiturer, entamant une longue tradition de portraits dans les cours indiennes. Au cours de cette période, le style moghol continue à se perfectionner avec des éléments de réalisme et le naturalisme d'avant-garde, empreints de poésie comme chez Farroukh Bek.
Avec l'arrivée des Européens, en particulier les Jésuites invités à la cour pour débattre de questions religieuses, l'art de la miniature évolue encore. Des bibles illustrées et des gravures de peintres occidentaux influent tant sur la forme que sur les sujets. En effet, les artistes de la Renaissance ont codifié la perspective et la transmettent en Orient ainsi que le souci de la ressemblance dans le portrait. Les thèmes changent également et on voit ainsi apparaître nombre de miniatures représentant des épisodes de la Bible ou de la Légende dorée.
Jahangir, qui règne de 1605 à 1627, a un penchant artistique qui contribue au développement de la peinture moghole. Les dessins deviennent plus fins et les couleurs plus légères. Il encourage particulièrement les peintures représentant des évènements de sa propre vie, des portraits et des études sur les oiseaux, les fleurs et les animaux. Le souci de la précision dans la représentation culminera dans le portrait, commandé par Jahangir, d'un de ses courtisans, le Portrait d'Inaqat Khan mourant, immortalisant son agonie après une vie de débauche et conservé à la Bodleian Library d'Oxford.
Le Jahangir Nama, qui est une biographie de Jahangir écrite au cours de sa vie, contient plusieurs enluminures, dont certaines portent sur des sujets inhabituels, tels que l'union sexuelle d'un saint avec une tigresse et des combats entre des araignées. Cependant, dernier rempart, l'enfermement des femmes dans le harem interdit une représentation fidèle des femmes dont les traits sont toujours stéréotypés.
Au cours de cette période, Jahangir remanie aussi l'atelier impérial et débauche ceux qu'il considère comme des artistes de second ordre qui se répandent dans le pays et sont à l'origine de certaines écoles régionales. Durant son siècle se développe aussi une forte tendance aux sujets floraux et animaliers.
Shah Jahan, qui règne de 1628 à 1658, hérite d'un art achevé où la représentation humaine s'habille de vérité psychologique, mais sous son règne, la miniature tend plutôt vers la joliesse, devenant peu à peu froide et rigide. Les thèmes musicaux, des représentations de couples, parfois dans des positions intimes sur des terrasses et des jardins ou bien encore des ascètes réunis autour d'un feu, abondent dans la peinture moghole de cette période.

## Déclin
L'empereur Aurangzeb, bigot et ascète, qui règne de 1658 à 1707, fait détruire nombre de temples hindouistes et dissout l'atelier impérial. Les maîtres débauchés, comme du temps de Jahangir, se mettent au service de râjas ou nababs locaux ou ouvrir des ateliers travaillant à la commande. La miniature perdant son statut d'art aristocratique, se perpétue en copiant les formes traditionnelles et ne fait plus preuve d'inventivité, tout en produisant cependant des œuvres de qualité.
Si une brève renaissance apparaît sous le règne de Muhammad Shah (1719-1748) puis de Shah Alam II (1759-1806), l'art de la peinture moghole perd peu à peu sa gloire. Dans le même temps, d'autres écoles de peinture indienne ont vu le jour, notamment à la cour royale des Rajputs (Peinture rajput) et dans les villes gérées par la Compagnie anglaise des Indes orientales.
En Europe, on commence à collectionner les miniatures indiennes dès la première moitié du XVIIe siècle et Rembrandt, grand collectionneur en général et de miniatures mogholes en particulier, en reproduit plusieurs.

## Peinture moghole provinciale
À la suite de l’effondrement du pouvoir impérial au XVIIIe siècle, nombre de familles d’artistes se réfugièrent auprès d’autres mécènes, souverains rajput ou nabab (nawab) qui gouvernaient les provinces de l’empire. Chez ces derniers, des écoles — dites mogholes provinciales (à Faizabad, Murshidabad, et Farrukhabad) — d’un nouveau style, s’épanouirent. Un peu à l’image de la peinture troubadour, la miniature moghole tardive privilégia les représentations de zenana (appartement des dames), les sujets romanesques ou poétiques issus de la littérature. À la bravoure du seigneur de guerre succéda le héros amoureux et malheureux et les thèmes romantiques récurrents (comme la rencontre de Shirin et Khosrow, ou de Sahib et Wafa au puits par exemple). Le sujet religieux quasi féerique d’Ibrahim Sultan de Balkh servi par les anges fut également fréquent, ainsi que la pittoresque chasse des Bhils (aborigènes du nord du Deccan) ou les femmes visitant un sadhu (ascète hindou). Enfin, les ragamala (« guirlande de raga »), suites illustrant des thèmes musicaux d’origine indienne, furent également à la mode.

## Galerie

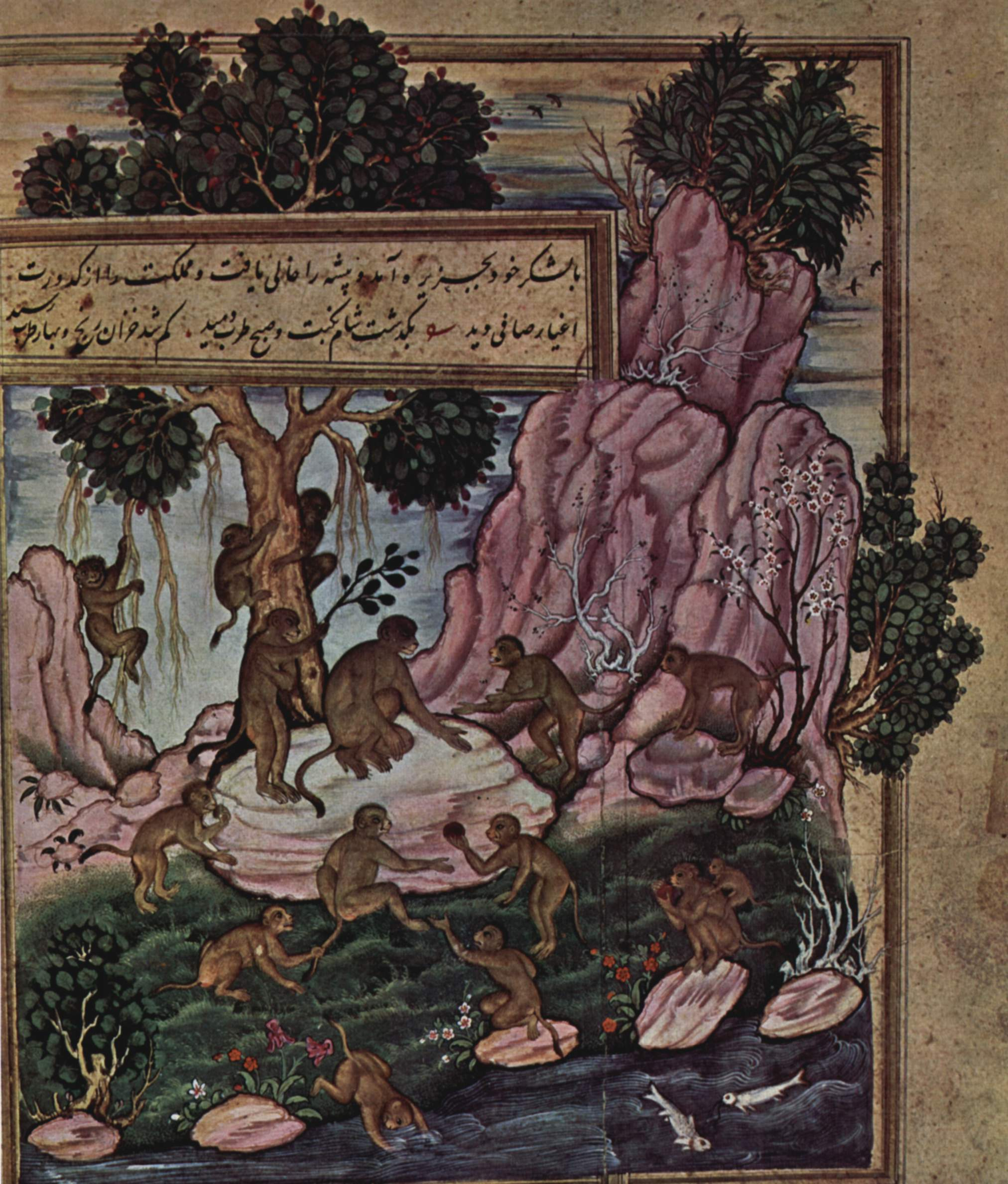
Singes jouant (1570)
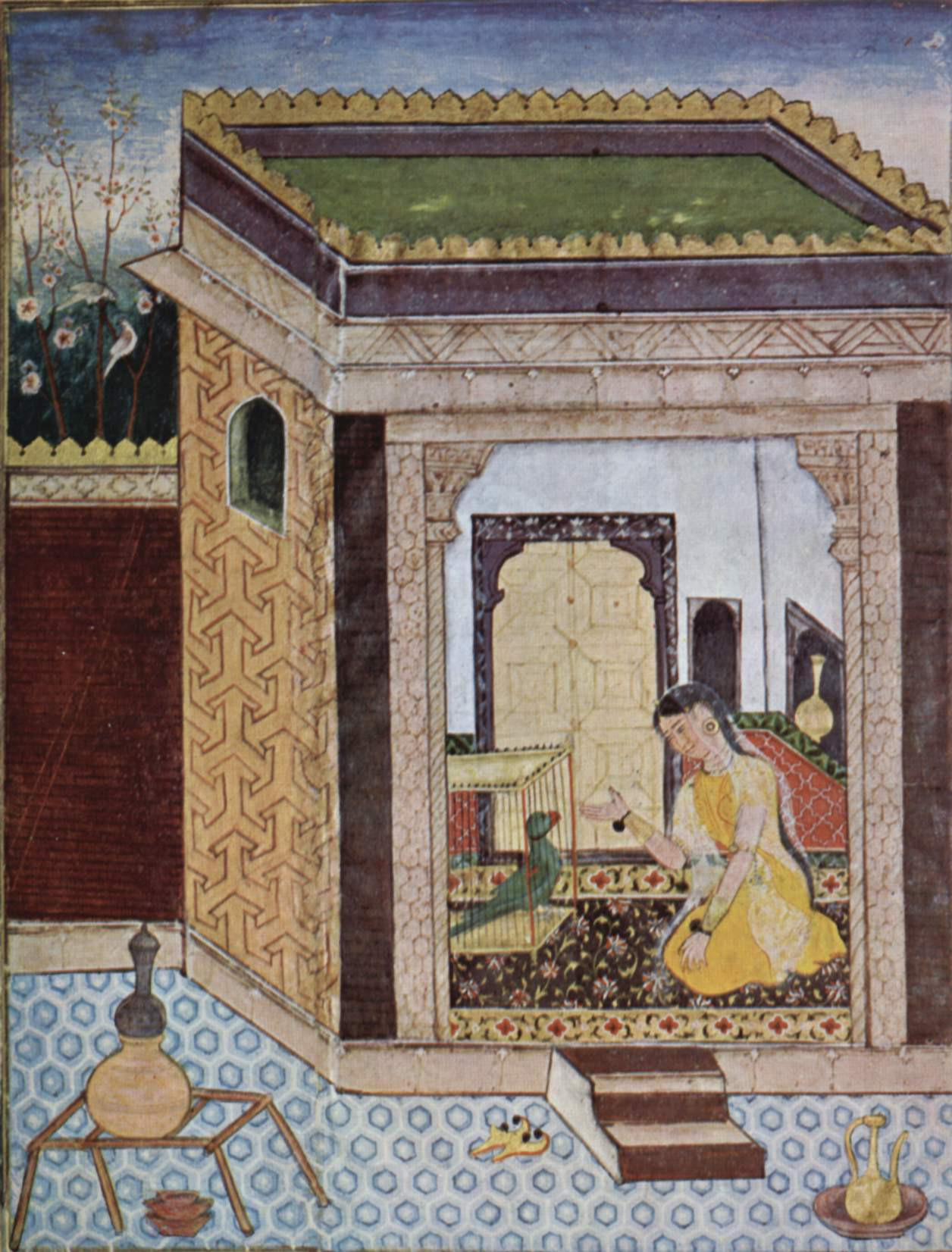
Femme au perroquet (1580-1585)
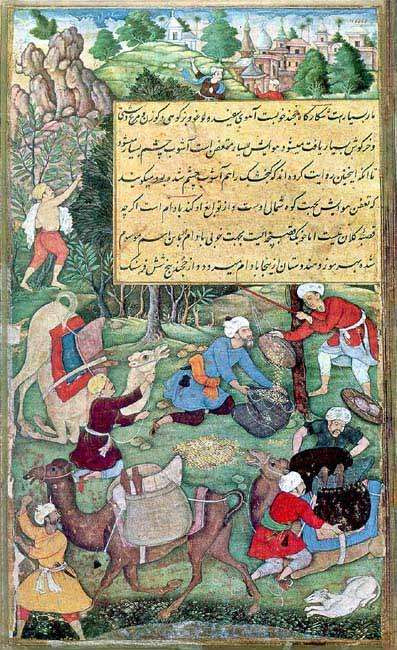
Enluminure illustrant le Baburnama (1598)
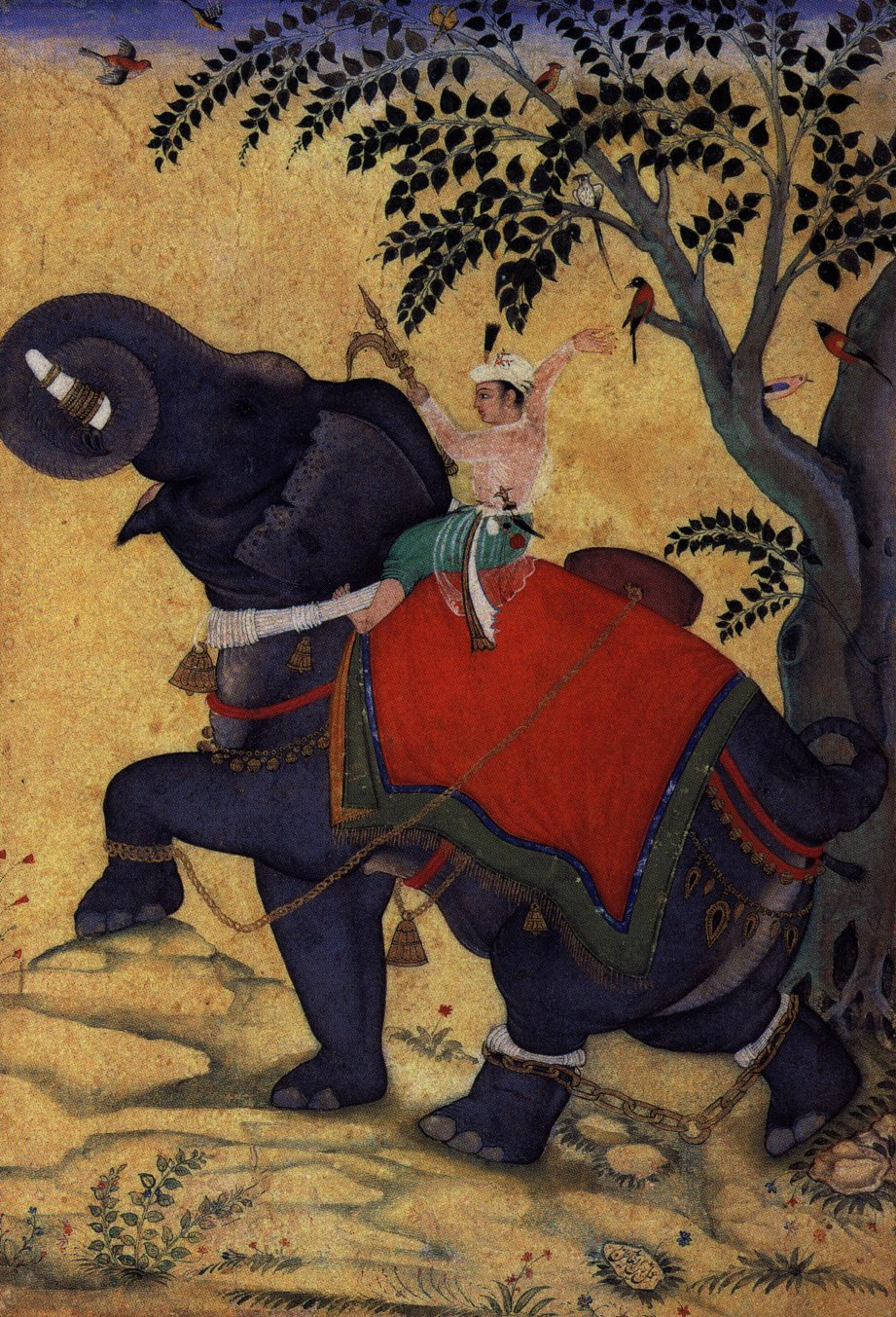
Akbar chevauchant un éléphant (1609-1610)
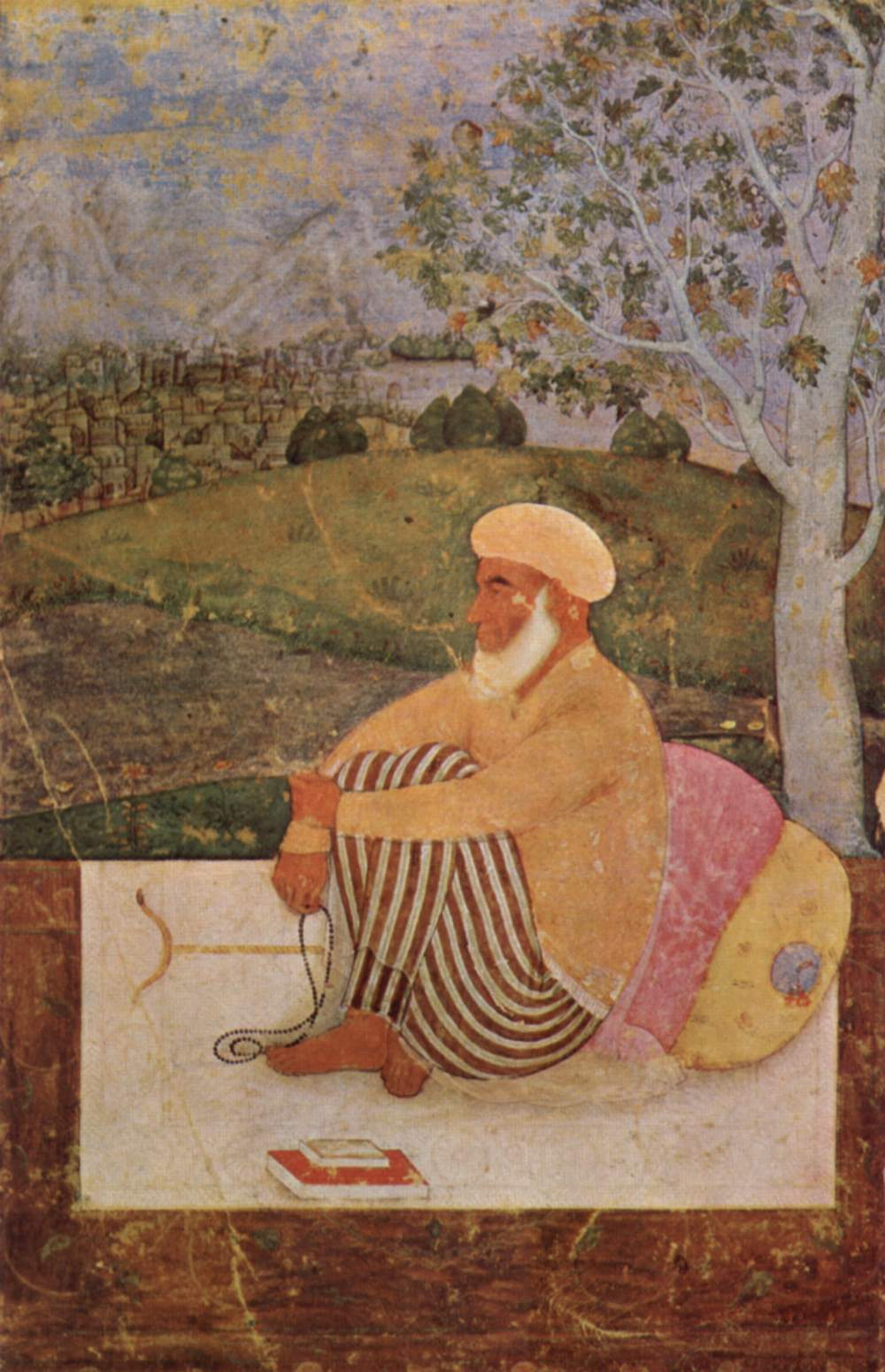
Religieux en méditation (1630)
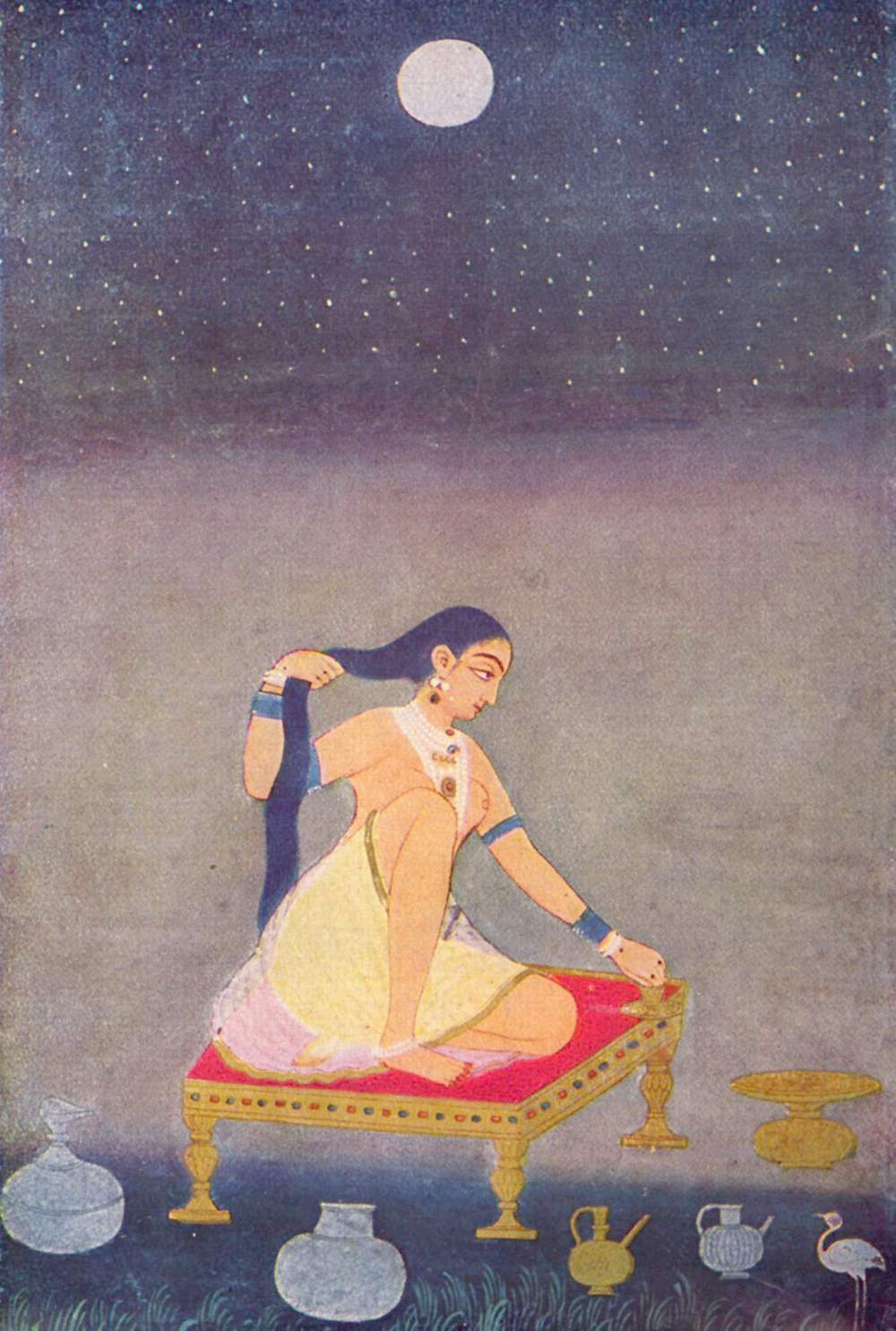
Radha au clair de lune (1650)
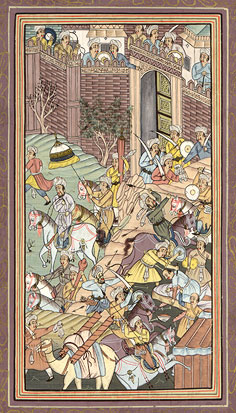
Miniature contemporaine représentant une scène de bataille